# Ultravasan
Ultravasan är namnet på två ultralopp som följer banan för Vasaloppet. Loppen Ultravasan 90 och Ultravasan 45 ingår i Vasaloppets sommarvecka tillsammans med de kortare löploppen Trailvasan (10 och 30 km) samt cykeltävlingar och stafetter.
Det längre och till deltagarantal större loppet Ultravasan 90 följer Vasaloppets sträckning från Sälen till Mora, medan Ultravasan 45 följer banan för Vasaloppet 45 med start i Oxberg. Båda loppen har målgång i Mora under den klassiska måldevisen. Till 2023 ändrades banan för Ultravasan 90 vilket gör att loppet nu är 92 km långt, men tider på den kortare banan räknas fortfarande som banrekord. Ultravasan hade premiär 2014 och kom till med hjälp av bland annat Jonas Buud som även vann de två första upplagorna av den långa distansen och satte banrekord.

## Segrare Ultravasan 90
Grön bakgrund indikerar banrekord.

### Herrar
| Årtal | Slutsegrare                                | Tid      | Källor |
| ----- | ------------------------------------------ | -------- | ------ |
| 2014  | Jonas Buud, IFK Mora                       | 06:02:03 | [ 5 ]  |
| 2015  | Jonas Buud, IFK Mora                       | 05:45:08 | [ 5 ]  |
| 2016  | Jarle Risa, Norge                          | 06:11:49 | [ 5 ]  |
| 2017  | Elov Olsson, Ockelbo SK                    | 06:07:37 | [ 6 ]  |
| 2018  | Fritjof Fagerlund, LK Roslagen             | 06:01:56 | [ 7 ]  |
| 2019  | Jim Walmsley, USA                          | 05:47:28 | [ 8 ]  |
| 2020  | Inställt                                   |          | [ 9 ]  |
| 2021  | Sébastien Spehler, Team Salomon, Frankrike | 06:09:45 | [ 9 ]  |
| 2022  | Viktor Stenqvist                           | 06:19:07 | [ 10 ] |
| 2023  | Olle Meijer, Högby IF                      | 06:46:13 | [ 11 ] |
| 2024  | Olle Meijer, Hälle IF                      | 06:15:18 | [ 12 ] |
| 2025  | Olle Meijer, Hälle IF                      | 06:07:23 | [ 13 ] |

### Damer
| Årtal | Slutsegrare                       | Tid      | Källor |
| ----- | --------------------------------- | -------- | ------ |
| 2014  | Holly Rush, Storbritannien        | 07:09:04 | [ 5 ]  |
| 2015  | Jasmin Nunige, Schweiz            | 07:02:35 | [ 5 ]  |
| 2016  | Jasmin Nunige, Schweiz            | 06:54:32 | [ 5 ]  |
| 2017  | Ida Nilsson, Högby IF             | 06:51:26 | [ 6 ]  |
| 2018  | Alexandra Morozova, Ryssland      | 06:43:55 | [ 7 ]  |
| 2019  | Alexandra Morozova, Ural          | 07:11:07 | [ 8 ]  |
| 2020  | Inställt                          |          | [ 9 ]  |
| 2021  | Alexandra Morozova, Ural Ryssland | 06:48:36 | [ 9 ]  |
| 2022  | Anna Hellström                    | 07:40:51 | [ 10 ] |
| 2023  | Ida Nilsson, Högby IF             | 07:23:52 | [ 11 ] |
| 2024  | Laila Kveli, Norge                | 07:18:23 | [ 12 ] |
| 2025  | Dominika Stelmach, Polen          | 06:54:59 | [ 13 ] |

## Segrare Ultravasan 45

### Herrar
| Årtal | Slutsegrare                 | Tid      | Källor |
| ----- | --------------------------- | -------- | ------ |
| 2014  | Roman Ryapolov, IFK Mora    | 02.49.47 | [ 5 ]  |
| 2015  | Fritjof Fagerlund, Rånäs 4H | 02.45.30 | [ 5 ]  |
| 2016  | Roman Ryapolov, IFK Mora    | 02.41.47 | [ 5 ]  |
| 2017  | Erik Anfält, Örebro AIK     | 02.40.28 | [ 6 ]  |
| 2018  | David Nilsson, Högby IF     | 02.39.33 | [ 7 ]  |
| 2019  | Fredrik Eriksson, IK Akele  | 02.49.21 | [ 8 ]  |
| 2020  | Inställt                    |          | [ 9 ]  |
| 2021  | Kristofer Låås, Keep Up RC  | 02.41.04 | [ 9 ]  |
| 2022  | Jesper Lundberg             | 02.34.29 | [ 10 ] |
| 2023  | Kristofer Låås, Keep Up RC  | 02.39.47 | [ 11 ] |
| 2024  | Jesper Lundberg             | 02.35.52 | [ 12 ] |
| 2025  | Linus Rosdahl, Hässelby SK  | 02:32:22 | [ 13 ] |

### Damer
| Årtal | Slutsegrare                       | Tid      | Källor |
| ----- | --------------------------------- | -------- | ------ |
| 2014  | Gloria Vinstedt, Sverige          | 03.28.13 | [ 5 ]  |
| 2015  | Caroline Dubois, Frankrike        | 03.13.22 | [ 5 ]  |
| 2016  | Lisa Ring, IK Nocout              | 03.04.18 | [ 5 ]  |
| 2017  | Joasia Zakrzewski, Storbritannien | 03.06.12 | [ 6 ]  |
| 2018  | Lisa Ring, IK Nocout              | 03.03.00 | [ 7 ]  |
| 2019  | Sofia Byhlinder, IFK Mora         | 03.09.40 | [ 8 ]  |
| 2020  | Inställt                          |          | [ 9 ]  |
| 2021  | Liselotte Hellsten, Spårvägen     | 03.05.38 | [ 9 ]  |
| 2022  | Barbro Näsström                   | 03.02.47 | [ 10 ] |
| 2023  | Erica Lech, Örebro AIK            | 03.02.09 | [ 11 ] |
| 2024  | Malin Starfelt                    | 02.55.18 | [ 12 ] |
| 2025  | Agnes Josefsson, Vallentuna FK    | 02:53:19 | [ 13 ] |